# Tétras à bec noir
Tetrao urogalloides
Espèce
Synonymes
- Tetrao parvirostris Bonaparte, 1856

Statut de conservation UICN

 LC  : Préoccupation mineure
Le Tétras à bec noir (Tetrao urogalloides, anciennement Tetrao parvirostris), appelé également Petit Urogalle ou Tétras à petit bec, est une espèce de Gallinacé de la sous-famille des Tetraoninae vivant dans les forêts de Sibérie. C'est le plus proche parent du Grand Tétras (Tetrao urogallus).

## Identification
Malgré une taille plus modeste, le Tétras à bec noir ressemble assez fortement à son proche cousin le Grand Tétras.
Le coq est sombre, voire noir, mais à reflets gris sur le cou et la base de la queue. Un large croissant vert-bleuté est situé sur son plastron. Son dos et ses ailes sont brunes. Ses caroncules sont rouges. Le plus remarquable est qu’il possède des barres alaires blanches et une queue est plus longue que le Grand Tétras ; cette queue est également marquée de grandes taches blanches.
La poule est plus claire et ne possède pas de croissant roux sur sa poitrine ; comme chez le coq, sa couleur varie selon les régions mais elle est en général marbrée de gris foncé, de blanc et de marron clair. Elle possède également plus de taches blanches que la poule de Grand Tétras.

## Aire de répartition et habitat
Le Tétras à bec noir habite la Russie, la Mongolie et une partie de la Chine. Son aire de répartition débute de la vallée de la Koureïka et du lac Baïkal, et s’étend jusqu'en Mandchourie, sur une partie de l'île de Sakhaline et le Kamtchatka ; cette dernière population se trouve isolée, car la population « continentale » s’étend jusqu’à la vallée de l'Anadyr.
Il arrive que des hybrides naissent entre Grand Tétras Tetrao urogallus et Tetrao urogalloides sur la partie la plus occidentale, car les deux espèces y cohabitent et restent interfécondes.
L'habitat du Tétras à bec noir est composé de forêts de pins (Pinus spp.), d'épicéas de Sibérie (Picea obovata) ou de mélèzes (Larix dahurica) en peuplement mixte avec de nombreux feuillus comme des saules (Salix spp.), des bouleaux (Betula spp.) ou des peupliers (Populus spp.).

## Reproduction

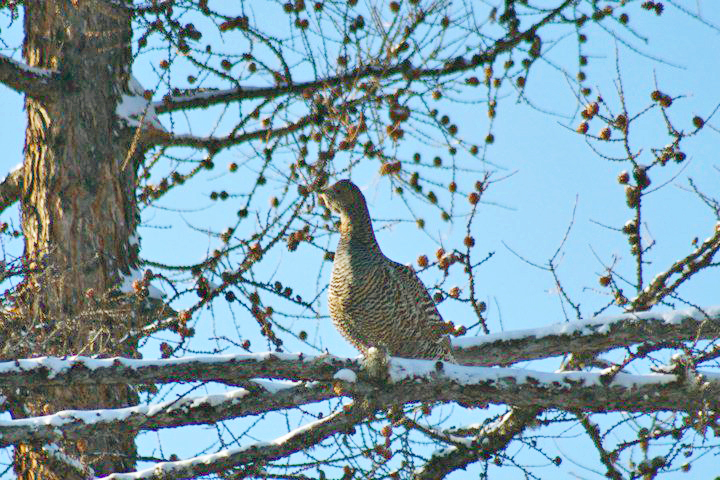
Femelle tétras à bec noir - Mongolie

Les parades du Tétras à bec court sont bien différentes de celle du Grand Tétras ; chasseurs et naturalistes rapportent que les coqs battent des ailes et sautent à 1m - 1m50, produisant un bruit de tambour.
Le coq déploie sa queue, étire son cou, garde son bec ouvert et relève les plumes de sa tête (petite huppe). Ils chantent souvent à terre et rarement dans les arbres.
La période des parades varie selon les régions et commence à la fonte des neiges. Elle peut débuter de début avril à début mai pour se terminer habituellement en juin.
Les pontes sont également très échelonnées sur l’année selon les régions, elles sont souvent composées de 7 à 8 œufs qui éclosent dans des fourrés de feuillus.

## Classification
Le Tétras à bec noir appartient à la famille des Phasanidae et à la sous-famille des Tetraoninae, groupes inclus dans l'ordre des Gallinacés (Galliformes).
La description par Bonaparte en 1856 de Tetrao parvirostris a longtemps été considérée comme l'originale, mais Middendorff a la priorité, ayant décrit Tetrao urogalloides en 1853.
Il existe deux sous-espèces : T. urogalloides urogalloides Middendorf, 1853 en Mandchourie, Sakhaline et en Russie (Sibérie) orientale (forme type) et T. urogalloides kamschaticus (Kittlitz, 1858) représenté par une population isolée du Kamchatka. T. urogalloides stegmanni (Potapov, 1985) dans la région du Lac Baïkal et en Mongolie, pourrait être une troisième sous-espèce.

## Sources et liens

### Sources
- Les coqs de bruyères, M. Couturier (1980), Vol I.
- (en) Congrès ornithologique international : Tetrao urogalloides dans l'ordre Galliformes (consulté le 3 juin 2015)
- (en) Zoonomen Nomenclature Resource (Alan P. Peterson) : Tetrao parvirostris  dans Galliformes
- (en) Tree of Life Web Project : Tetrao parvirostris
- (en) UICN : espèce Tetrao urogalloides Middendorf, 1853 (consulté le 30 juin 2015).